# Агрегованість особин
Агрегованість особин — особлива форма просторового розподілу особин всередині популяції, перебування організмів у стані агрегації.
Агрегований (плямистий або контагіозний) розподіл — особини утворюють виразні скупчення в одних ділянках біотопу і відсутні або нечисленні в інших.
Природно, що відстані між скупченнями можуть бути дуже різними, залежно від розмірів виду, його рухливості і т. д. Даний тип розподілу визначається нерівномірністю умов середовища в межах біотопу, внутрішньовидовими і міжвидовими зв'язками. Це найбільш поширений тип розподілу організмів у просторі.
Існує ряд способів оцінки характеру розподілу видів і груп по території біоценозу. У ґрунтовій зоології, наприклад, використаний коефіцієнт агрегованності, який може бути обчислений різними способами. Наприклад, застосовується формула Лексіса, де коефіцієнт агрегації виражається через середнє квадратичне відхилення і середню.
Величина індексу залежить від щільності особин в скупченнях і від числа таких скупчень, а також від їх середніх площ. Він зростає при збільшенні особин в агрегатах і зменшенні числа останніх. Значення Ag, близькі до нуля, відображають майже рівномірний розподіл особин за площею; для випадкового розподілу Ag = 1. Величина AG більша одиниці показує, що розподіл агрегований. Наприклад, при аналізі розподілу ґрунтових безхребетних індекс агрегації найчастіше коливається між 1 і 3. Здатність до утворення скупчень є біологічною характеристикою виду, дуже залежить також від екологічних умов.
Максимальна агрегованість особин проявляється, як правило, при середніх значеннях щільності популяції. При низькій щільності розподіл найчастіше наближається до випадкового, при перенаселеності можна очікувати розподіл, близький до рівномірного
Для виявлення характеру розподілу тварин за площею велику роль відіграє спосіб відбирання проб. Один з них — розташування проб у вигляді суцільної лінійки, що перетинає (залежно від цілей) однорідні або різнорідні рослинні угруповання. Таке розташування проб дозволяє не лише проводити звичайну математичну обробку матеріалу, а й наочно графічно представити розподіл тварин в залежності від структури рослинності або складу і великої кількості інших видів безхребетних.

## Виноски
1. ↑   Вільгельм Лексіс (1837–1914) — німецький статистик і економіст, прихильник застосування математичних методів в економіці, викладав у ряді університетів Німеччини. В опублікованій в 1879 р. роботі «Про теорію стабільності статистичних рядів» Лексис виклав висунуту ним теорію стійкості, яка породила багато противників і послідовників і зробила великий вплив на розвиток статистики в XX ст.